# Neuraminidase-Hemmer
Neuraminidase-Hemmer (auch Neuraminidase-Inhibitoren, Abk. NI) bzw. Hemmstoffe der Neuraminidase sind virustatisch wirkende Medikamente, die gegen Influenza eingesetzt werden können. Sie hemmen ein Oberflächenprotein des Virus, die Neuraminidase, so dass das Virus sich nicht von der Wirtszelle lösen kann.
Das Influenzavirus bindet über virales Hämagglutinin an die Oberfläche der Wirtszelle, dringt anschließend in die Zelle ein und vermehrt sich dann im Zellinneren, indem die Zelle zur vielfachen Produktion des Virus umprogrammiert wird. Die neugebildeten Viren knospen später an der Zelloberfläche aus, bleiben aber zunächst über Rezeptoren an die Zelle gebunden. Mit Hilfe der viralen Neuraminidase wird diese Bindung gespalten. Die Viren werden schließlich freigesetzt und können umgehend weitere Zellen infizieren. Neuraminidasehemmer blockieren jedoch die Neuraminidase – meist, indem sie sich im aktiven Zentrum der Neuraminidase binden – so dass sich die Viren nicht von der Wirtszelle lösen und weiter im Körper ausbreiten können.

## Vertreter
Zanamivir war der erste zur Behandlung der Influenza zugelassene Wirkstoff dieser Substanzklasse, der von GlaxoSmithKline als Relenza® vertrieben wird. Er muss inhaliert werden und kann bei Personen mit Asthma bronchiale oder COPD zu Bronchospasmen führen.
Oseltamivir – als Tamiflu® von Hoffmann-La Roche vertrieben – hat den Vorteil, als Kapsel oder Suspension peroral eingenommen zu werden, was die Verteilung des Medikamentes über die Blutbahn erlaubt und bei entsprechender Einnahme ausreichende und konstante Mengen an allen Orten der Virusvermehrung ermöglicht. Zudem ist es für Kinder ab dem 1. Lebensjahr in der Therapie und ab 13. Lebensjahr in der Prophylaxe zugelassen.
Peramivir wird intravenös eingenommen.

## Wirksamkeit
Die Diagnose einer Influenza ist oft nur nach einer virologischen Diagnostik genau zu stellen, da sehr oft vergleichsweise banale Infektionen wie Erkältungen, auch als sogenannte „grippale Infekte“ bezeichnet, vor allem zu Beginn der Erkrankung grippeähnliche Symptome auftreten können. Derartige Infekte werden jedoch im Gegensatz zur Influenza, auch „echte Grippe“ genannt, durch völlig andere Viren verursacht und können deshalb mit Neuraminidase-Hemmern nicht erfolgreich behandelt werden, da bei diesen Viren keine Neuraminidase vorhanden ist. Deshalb ist es vor Einsatz eines Neuraminidase-Hemmers in Bezug auf eine mögliche Wirksamkeit sehr wichtig, zur präzisen Diagnose einer Influenza neben der exakten Symptomfeststellung gegebenenfalls einen Abstrich zur sicheren Bestimmung des verursachenden Virus vornehmen zu lassen, um per Differentialdiagnose von einem grippalen Infekt oder einem Pandemie-Virus sicher unterscheiden zu können.
2014 wurden nach Untersuchungen der Cochrane Collaboration jedoch Zweifel an der Wirksamkeit und Sicherheit der Neuraminidasehemmer Oseltamivir und Zanamivir laut. Die Metaanalyse fand bei einer Behandlung mit Zanamivir bei Erwachsenen eine Verkürzung der Erkrankungsdauer von 6,6 auf 6 Tage. Jedoch hatte Zanamivir keinen Einfluss auf die Häufigkeit schwerer Verlaufsformen wie Pneumonie oder Bronchitis. Die gleiche Metaanalyse fand bei einer Behandlung mit Oseltamivir bei Erwachsenen eine Verkürzung der Erkrankungsdauer von 7 auf 6,3 Tage. Jedoch hatte Oseltamivir keinen Einfluss auf die Häufigkeit schwerer Verlaufsformen wie Pneumonie oder Bronchitis und konnte nicht den Anteil der Patienten reduzieren, die stationär ins Krankenhaus aufgenommen werden mussten. Weiterhin wies die Einnahme von Oseltamivir unerwünschte Arzneimittelwirkungen wie Übelkeit, Erbrechen sowie bei prophylaktischer Einnahme Kopfschmerzen, psychiatrische und nierenschädigende Effekte auf.

## Alternativen
Neben Neuraminidase-Hemmern gibt es weitere Medikamente, die eine Wirksamkeit gegen Influenza angeben. Dazu gehört Amantadin, welches jedoch nur gegen Influenza-A Viren wirkt.
Baloxavir ist ebenfalls zur Behandlung von Influenza zugelassen.